# Route nationale 494
Die N494 war von 1933 bis 1973 eine französische Nationalstraße, die in drei Teilen zwischen der N77 bis südöstlich von Pouilly-en-Auxois und der N490 östlich Lapalisse verlief. Ihre Gesamtlänge betrug 132,5 Kilometer. 1978 wurde der Abschnitt zwischen Meilly-sur-Rouvres und Autun Teil der neuen Führung der N81. Seit 2006 ist auch dieser Abschnitt abgestuft.